# Électorats maoris

Il y a sept secteurs d'électorat Māori dans chaque élection générale depuis 2008

Dans la politique néo-zélandaise, les électeurs maoris, familièrement connus sous le nom de sièges maoris, constituent une catégorie spéciale d'électeurs qui, jusqu'en 1967, accordaient des postes réservés aux représentants maoris au Parlement néo-zélandais. Ceux-ci ne doivent pas être confondu avec les sièges du parlement obtenus par le parti māori, un parti politique représentant l'ethnie.
Ainsi, les Maoris (écrit Māori dans la langue du même nom) sont un peuple autochtone néozélandais qui possédait certains droits exceptionnels.
Chaque région de Nouvelle-Zélande possède à la fois un électorat général et un électorat maori. En 2020, il y avait sept électorats maoris,. Depuis 1967, tout candidat de toute origine ethnique peut se présenter dans un électorat maori. Désormais, les candidats n'ont plus besoin d'être maoris, ni même inscrits sur la liste maorie. Cependant, les électeurs qui souhaitent voter dans un électorat maori doivent s'inscrire en tant qu'électeur sur la liste électorale maorie et doivent déclarer qu'ils sont d'origine maorie.
Les électorats maoris ont été introduits en 1867 (en pleines « guerres maories » contre certaines tribus) en vertu de la loi sur la représentation maorie,. Ils ont été créés afin de donner aux Maoris une voix plus directe au parlement. Les premières élections maories ont eu lieu l'année suivante pendant le mandat du 4e Parlement néo-zélandais. Les électorats étaient conçus comme une mesure temporaire d'une durée de cinq ans, mais ont été prolongés en 1872 et rendus permanents en 1876. Malgré de nombreuses tentatives pour supprimer le statut des électeurs maoris, ce statut continue de faire partie intégrante du paysage politique néo-zélandais.

## Organisation
Les électorats maoris fonctionnent quasiment de la même manière que les électorats nationaux, cependant, ils ont comme électeurs des personnes maories ou d'origine maorie, et qui choisissent d'inscrire leur nom sur une liste électorale distincte plutôt que sur la « liste électorale générale ».
Deux caractéristiques des électorats maoris les distinguent des électorats généraux. Premièrement, il existe un certain nombre de compétences essentielles pour les candidats afin de s'engager auprès de leurs électeurs et d'assurer une forme de responsabilité clairement établie pour représenter la voix maorie. Cela comprend la maîtrise de la langue maorie, la connaissance du tikanga maori (les valeurs maories), les compétences en whakawhanaungatanga (le sens de la famille en tant que vecteur d'union) et la confiance dans le marae (la terre ancestrale possédant un rôle central chez les Maoris). Deuxièmement, la taille géographique des circonscriptions électorales maories varie considérablement par rapport aux électorats généraux. Entre 5 et 18 électorats généraux correspondent à un seul électorat maori.
Les limites électorales utilisées pour les électorats maoris sont superposées aux limites électorales utilisées pour les électorats généraux. Ainsi, chaque endroit de Nouvelle-Zélande appartient simultanément à un (ou plusieurs) siège général et à un siège maori. Peu de temps après chaque recensement, tous les électeurs maoris inscrits au élections ont la possibilité de choisir de s'inscrire sur les listes électorales spécifiques au maories ou les listes générales. Les élections maories, qui ont tous les 5 ans, déterminent le nombre d'électeurs maoris pour la ou les deux prochaines élections.

## Appels à l'abolition des électorats maoris
Régulièrement, des appels sont lancés pour l'abolition des électorats maoris. Dès leur création, ils ont suscité la controverse, et compte tenu du fait qu'ils étaient censés n'être que temporaires, il y a eu un certain nombre de tentatives pour les abolir. Le raisonnement derrière ces tentatives est varié - certains ont vu les électeurs comme un avantage tantôt injuste tantôt inutile pour les Maoris, tandis que d'autres les ont vus comme discriminatoires voire offensants.

### Propositions actuelles d'abolition
Quelques partis politiques actifs encore aujourd'hui s'opposent, ou se sont opposés, à l'existence d'électorats maoris.

#### Le Parti national (National Party)
Le Parti national (centre-droit libéral-conservateur) a préconisé l'abolition de la séparation des électorats, bien que ses dernières déclarations laissent à penser qu'il ne s'oppose pas aux sièges électoraux maoris. Le Parti national n'a pas présenté de candidats dans les électorats maoris entre les élections de 2005 et les élections de 2020. En 2003, le chef du parti, Bill English, avait déclaré que « l'intérêt des sièges maoris est arrivé à son terme ». En 2004, le nouveau chef du parti, Don Brash (en), avait qualifié les électorats d'« anachroniques ». Le Parti national a annoncé en 2008 qu'il abolirait les électorats lorsque tous les dispositions historiques du traité de Waitangi auraient été remplies, ce qu'il visait d'achever d'ici 2014. En 2014, cependant, le Premier ministre John Key a exclu la possibilité que cela se fasse, affirmant qu'il ne le ferait pas même s'il avait les capacités pour le faire, car il y aurait des hikoi, des marches maories revendiquant des droits sociaux. En 2020, la chef du parti Judith Collins a déclaré : « Je ne suis pas opposée aux sièges maoris. Le Parti national est d'avis depuis de nombreuses années qu'il faut les supprimer. Mais je veux juste que les gens sentent qu'ils ont tous l'occasion d'être représentés ». En 2021, il a été révélé que le Parti national avait l'intention de présenter des candidats dans les électorats maoris lors de la prochaine élection générale.

#### Le ACT (Act Party, ouACT)
Le ACT (littéralement l'Association des Consommateurs et des Contribuables) s'oppose aux électorats maoris. David Seymour, le chef du parti, a appelé à leur abolition en 2019.

#### New Zealand First
Le parti Nouvelle-Zélande d'abord, qui détenait autrefois tous les sièges maoris, a plaidé pour l'abolition des électorats séparés, cependant, le parti déclare aussi que ce sont les électeurs maoris qui doivent prendre la décision. Au cours de la campagne électorale de 2017, Winston Peters, le dirigeant du parti, a annoncé que s'il était élu, son parti organiserait un référendum portant sur la question de l'abolition des électorats maoris. Au cours des négociations post-électorales avec le Parti travailliste (avec lequel New Zealand First forme ensuite une coalition), Peters a indiqué qu'il envisagerait d'abandonner son appel à un référendum sur les électorats maoris en raison de la défaite du Parti maori aux élections de 2017 (absence total de siège occupés par le Parti maori). 
En échange de la formation d'un gouvernement en coalition avec le Parti travailliste, le parti de Peters a accepté d'abandonner sa demande de référendum,.